# Shadow banning
Shadow banning, também chamado de stealth banning, hellbanning, ghost banning e comment ghosting, são termos em inglês que refere a prática de bloquear ou bloquear parcialmente um usuário ou o conteúdo do usuário de algumas áreas de uma comunidade online de tal forma que o banimento não seja facilmente aparente para o usuário, independentemente da ação ser realizada por um indivíduo ou por um algoritmo. Por exemplo, comentários banidos postados em um blog ou site de mídia seriam visíveis para o remetente, mas não para outros usuários que acessam o site.
A frase "shadow banning" tem uma história coloquial e passou por alguma evolução de uso. Originalmente, aplicava-se a um tipo enganoso de suspensão de conta em fóruns da web, onde uma pessoa parecia ser capaz de postar enquanto, na verdade, tinha todo o seu conteúdo oculto de outros usuários. Mais recentemente, o termo passou a aplicar-se a medidas alternativas, particularmente medidas de visibilidade como a exclusão e a desclassificação.
Ao ocultar parcialmente ou tornar as contribuições de um utilizador invisíveis ou menos proeminentes para outros membros do serviço, a esperança pode ser que, na ausência de reações aos seus comentários, o utilizador problemático ou desfavorecido fique entediado ou frustrado e sair do site, spammers e trolls seriam desencorajados a continuar com seu comportamento indesejado ou a criar novas contas.

## História
Em meados da década de 1980, os fóruns BBS, incluindo o software Citadel BBS, tinham um "twit bit" para usuários problemáticos que, quando ativado, limitaria o acesso do usuário e ainda permitiria que eles lessem discussões públicas; entretanto, quaisquer mensagens postadas por esse "twit" não seriam visíveis para os outros membros desse grupo.
Acredita-se que o termo "shadow ban" tenha se originado com moderadores do site Something Awful em 2001, embora o recurso tenha sido usado apenas de forma breve e aleatória.
Michael Pryor da Fog Creek Software descreveu o banimento furtivo de fóruns online em 2006, dizendo como tal sistema estava em vigor no sistema de gerenciamento de projetos FogBugz, "para resolver o problema de como fazer com que a pessoa vá embora e deixe você em paz". Além de evitar que usuários problemáticos se envolvessem em Flaming War, o sistema também desencorajava os spammers, que, se retornassem ao site, teriam a falsa impressão de que seu spam ainda existia. The Verge o descreve como "um dos truques de moderação mais antigos do livro", observando que as primeiras versões do vBulletin tinham uma lista global de ignorados conhecida como "Tachy para Coventry", como na expressão britânica "enviar alguém para Coventry", no sentido de ignorá-lo e fingir que não existe.
Uma atualização de 2012 do Hacker News introduziu um sistema de "hellbanning" para spam e comportamento abusivo.
No início, o Reddit implementou um recurso semelhante, inicialmente projetado para lidar com contas de spam. Em 2015, o Reddit adicionou um recurso de suspensão de conta que teria substituído seus shadowbans em todo o site, embora os moderadores ainda possam banir usuários de seus subreddits individuais por meio da configuração do AutoModerator. Um usuário do Reddit foi acidentalmente banido por um ano em 2019, posteriormente ele contatou o suporte e seus comentários foram restaurados.
Um estudo de tweets escritos num período de um ano durante 2014 e 2015 descobriu que mais de um quarto de milhão de tweets foram censurados na Turquia através do shadow ban. Também foi descoberto que o Twitter, em 2015, tinha tweets banidos contendo documentos vazados nos EUA.
O Craigslist também é conhecido por "fantasiar" os anúncios individuais de um usuário, por meio dos quais o autor da postagem recebe um e-mail de confirmação e pode visualizar o anúncio em sua conta, mas o anúncio não aparece na página da categoria apropriada.
Em 2016, descobriu-se que o WeChat proibiu, sem aviso prévio, postagens e mensagens que continham várias combinações de pelo menos 174 palavras-chave, incluindo "习包子" ( Xi Bao Zi), "六四天安门" (4 de junho Tiananmen), "藏青会" (Congresso da Juventude Tibetana) e "ئاللاھ يولىدا" (no caminho de Alá).
Em 2017, o fenômeno foi percebido no Instagram, com postagens que incluíam hashtags específicas não aparecendo quando essas hashtags eram utilizadas nas buscas.

## Controvérsias

### Controvérsias políticas
O "shadow banning" popularizou-se em 2018 como uma teoria da conspiração, quando o Twitter baniu alguns republicanos. No final de julho de 2018, a Vice News descobriu que vários apoiantes do Partido Republicano dos EUA já não apareciam no menu suspenso de pesquisa preenchido automaticamente no Twitter, limitando assim a sua visibilidade quando eram procurados; A Vice News alegou que este foi um caso de shadow-banning. Depois da história, alguns conservadores acusaram o Twitter de decretar um shadowban nas contas republicanas, uma afirmação que o Twitter negou. No entanto, alguns relatos que não eram abertamente políticos ou conservadores aparentemente tiveram o mesmo algoritmo aplicado a eles. Numerosos meios de comunicação, incluindo The New York Times, The Guardian, Buzzfeed News, Engadget e New York magazine, contestaram a história do Vice News. Em uma postagem no blog, o Twitter disse que o uso da frase "shadow banning" era impreciso, pois os tweets ainda eram visíveis ao navegar até a página inicial da conta relevante. Na postagem do blog, o Twitter afirma que não pratica o shadow ban ao usar a definição "antiga, estreita e clássica" de shadow ban. Mais tarde, o Twitter parece ter ajustado a sua plataforma para não limitar mais a visibilidade de algumas contas. Em um estudo de pesquisa que examinou mais de 2,5 milhões de perfis do Twitter, descobriu que quase um em cada 40 havia sido banido por ter suas respostas ocultadas ou ter seus identificadores ocultos em pesquisas.
Durante os sequestros de contas do Twitter em 2020, os hackers conseguiram obter acesso às ferramentas internas de moderação do Twitter por meio de engenharia social e do pagamento de um insider que trabalhava no Twitter. Com isso, vazaram imagens de uma página interna de resumo da conta, que por sua vez revelou "sinalizações" de usuários definidas pelo sistema que confirmaram a existência de shadow bans no Twitter. As contas foram sinalizadas com termos como "lista negra de tendências" e "lista negra de pesquisa", o que implica que o usuário não foi capaz de criar tendências publicamente ou aparecer em resultados de pesquisa públicos. Depois que a situação foi resolvida, o Twitter enfrentou acusações de censura com alegações de que eles estavam tentando esconder a existência de shadow bans removendo tweets que continham imagens das ferramentas internas usadas pela equipe, no entanto o Twitter alegou que eles foram removidos porque revelaram informações confidenciais do usuário.
Em 8 de dezembro de 2022, uma segunda thread dos Twitter Files — uma série de tópicos do Twitter baseados em documentos internos do Twitter, Inc. compartilhados pelo proprietário Elon Musk com os jornalistas independentes Matt Taibbi e Bari Weiss — abordou uma prática conhecida como "filtragem de visibilidade" pela gestão anterior do Twitter. A funcionalidade incluía ferramentas que permitiam que as contas fossem marcadas como “Não amplificar” e em “listas negras” que reduzem seu destaque nos resultados de pesquisa e nos trending topics. Também foi revelado que certas contas conservadoras, como as de extrema-direita Libs do TikTok, receberam um aviso afirmando que as decisões a respeito delas deveriam ser tomadas apenas pela equipe de Política de Integridade do Site, Apoio à Escalação de Políticas (SIP – PES) do Twitter — que consiste principalmente de funcionários de alto escalão. As funções foram dadas por Musk e outros críticos como exemplos de “proibição de sombra”.

### Teorias da conspiração
Tornou-se popular uma forma de teoria da conspiração, na qual um criador de conteúdo de mídia social sugere que seu conteúdo foi suprimido intencionalmente por uma plataforma que afirma não se envolver em shadow ban. As plataformas frequentemente visadas por essas acusações incluem Twitter, Facebook, YouTube e Instagram.

Para explicar por que os usuários podem acreditar que estão sujeitos a "proibições ocultas", mesmo quando não estão, Elaine Moore, do Financial Times, escreve:
Assim como os motoristas do Uber e os entregadores da Deliveroo, os influenciadores das redes sociais estão à mercê de algoritmos. Isso os torna alimento perfeito para teorias da conspiração. Também faz sentido que os influenciadores fiquem perplexos com qualquer diminuição repentina no envolvimento e assustados com mudanças que possam comprometer os acordos de marca que assinam. Em vez de acreditar que a sua própria popularidade está a diminuir, alguns agarram-se à ideia de que os shadowbans são uma medida disciplinar usada contra criadores que não justificam uma proibição total de uma plataforma.